# Rinčetova Graba
Rinčetova Graba je naselje u slovenskoj Općini Ljutomeru. Rinčetova Graba se nalazi u pokrajini Štajerskoj i statističkoj regiji Pomurju. 

## Stanovništvo
Prema popisu stanovništva iz 2002. godine naselje je imalo 108 stanovnika.